# Gheorghe Mircea Dumitru Coșea
Gheorghe Mircea Dumitru Coșea (n. 9 iunie 1942, Ploiești) este un fost deputat român în legislatura 1996-2000, ales în județul Constanța pe listele partidului PSDR. Gheorghe Mircea Dumitru Coșea a fost ales deputat pe listele PNL în legislatura 2004-2008 și a fost membru în grupurile parlamentare de prietenie cu Japonia, Marele Ducat de Luxemburg și Republica Populară Chineză. Gheorghe Mircea Dumitru Coșea este profesor universitar la ASE, Facultatea de Economie Generală.